# Apistidae
Famille
Les Apistidae forment une famille de poissons de l'ordre des Scorpaeniformes.
Cette famille n'est pas reconnue par ITIS qui place ses genres dans la famille Scorpaenidae, mais est reconnue par FishBase.

## Liste des espèces
Selon FishBase (22 janvier 2017) et World Register of Marine Species (22 janvier 2017) :
- genre Apistops
  - Apistops caloundra (De Vis, 1886)
- genre Apistus
  - Apistus carinatus (Bloch & Schneider, 1801)
- genre Cheroscorpaena
  - Cheroscorpaena tridactyla Mees, 1964